# Scuola marescialli e brigadieri dei carabinieri
La Scuola marescialli e brigadieri dei carabinieri si articola su due reggimenti: uno, con sede a Firenze, dedicato al corso di rango universitario che offre, nel triennio accademico, una preparazione di base dei futuri marescialli dell'Arma, e un secondo con sede a Velletri dedicato al corso per il conseguimento del grado di vicebrigadiere e a quello interno, semestrale, per il conseguimento del grado di maresciallo.
Dall'anno 2016 la sede è la nuova caserma "Felice Maritano", sita in Firenze in zona Castello.
La precedente sede fiorentina consisteva nella caserma "Goffredo Mameli", con accesso in piazza della Stazione (civico 7) e in via della Scala, nel sito dell'ex monastero della Santissima Concezione e di una parte del complesso di Santa Maria Novella.
L'edificio storico si componeva infatti di due parti ben distinte: il nucleo più antico era rappresentato dal chiostro trecentesco, detto Chiostro Grande, appartenente al convento dei padri domenicani di Santa Maria Novella, mentre la struttura più recente integrava il monastero della Santissima Concezione, costruito nel tardo Cinquecento.

## Storia

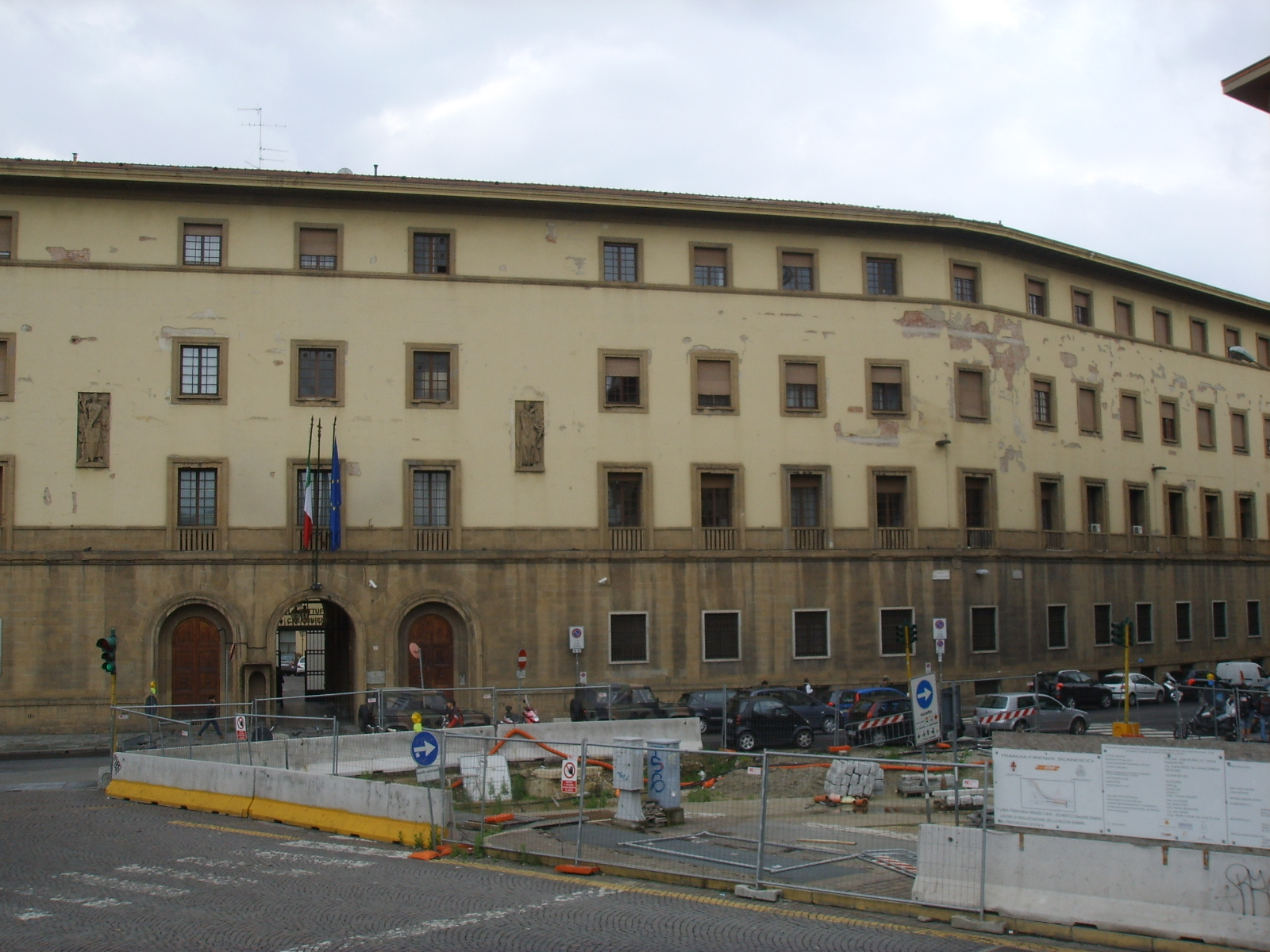
Caserma Mameli, sede storica della Scuola marescialli e brigadieri dei carabinieri di Firenze

Nel 1810 i conventi di Santa Maria Novella e della Santissima Concezione furono soppressi ed adibiti ad uso militare e, con la restaurazione, quest'ultimo divenne educandato femminile. In questa circostanza il restauro e l'adattamento delle strutture viene affidato a Giuseppe Martelli, che realizzò due scale di notevole valore scenografico e l'aula magna. Con l'unità d'Italia, l'edificio ospitò il Ministero dei lavori pubblici, la Corte di cassazione e la direzione del Lotto. A seguito del trasferimento della capitale a Roma le strutture vennero liberate; parte di esse tornarono ai monaci domenicani, mentre il chiostro Grande e gli ambienti ad esso annessi vengono occupati dal collegio militare (1874).

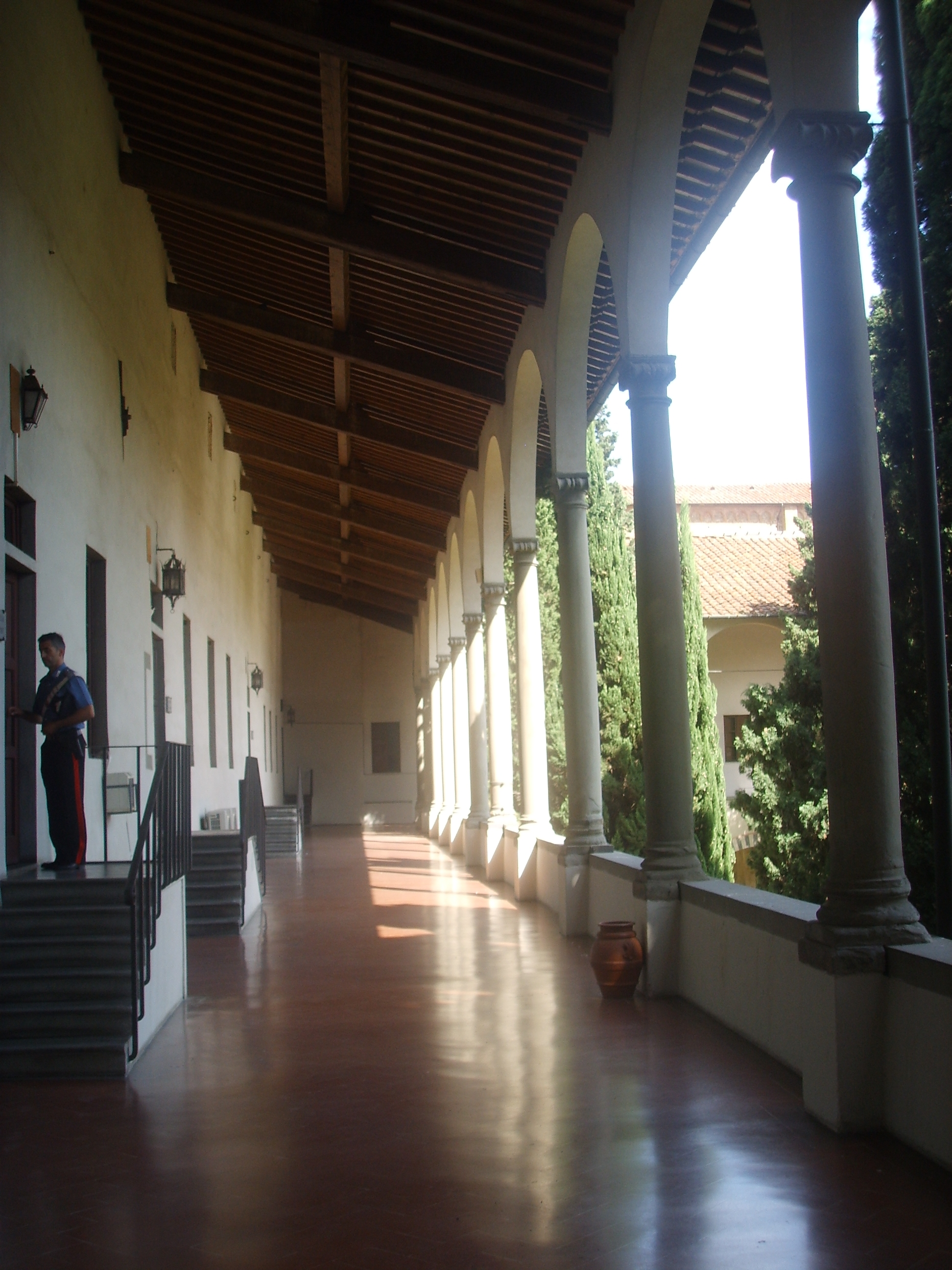
Corridoio al primo piano del Chiostro Grande della sede storica

Agli inizi del Novecento parte del convento venne occupato dal disciolto Museo del Risorgimento mentre la porzione su via della Scala fu destinata a liceo.
Il complesso fu adibito a sede della scuola per sottufficiali dei carabinieri e venne istituita con decreto luogotenenziale n. 1314 del 5 ottobre 1916 al fine di "abilitare alla promozione a vicebrigadiere gli appuntati ed i carabinieri"; prese il nome di "Scuola allievi sottufficiali carabinieri" ed entrò in funzione il 5 gennaio 1920. L'apertura di via Santa Caterina da Siena comportò la distruzione del lato ovest del fabbricato, successivamente ricostruito su progetto dell'architetto Aurelio Cetica.
La scuola cambiò nuovamente nome in "Scuola centrale carabinieri reali" con il regio decreto n. 742 del 18 marzo 1928 "in considerazione che la Scuola allievi sottufficiali carabinieri svolge anche corsi di abilitazione per gli ufficiali". Vennero così istituiti in quella sede i corsi di formazione per gli ufficiali dell'Arma, sino al 1º novembre 1952, data in cui venne istituita la Scuola Ufficiali a Roma.
Nel 1939 l'amministrazione fiorentina decise di ripristinare il complesso: la grande aula dormitorio attigua al Chiostro Grande fu restaurata e trasformata in mensa ed i locali già adibiti a museo del Risorgimento utilizzati come dormitori e sale ritrovo; nel nuovo fabbricato trovarono finalmente sede tutti gli uffici del comando.
Le demolizioni iniziarono nel novembre del 1937. Benché la delibera per la costruzione di una nuova sede fosse del 21 ottobre 1938, i progetti di Cetica erano già compiutamente definiti nel maggio dello stesso anno. Il progetto fu approvato nel marzo del 1939 ed il cantiere avviato nel giugno successivo. L'edificio fu collaudato nel giugno del 1940. Un anno dopo (17 giugno 1941) l'architetto Cetica ricevette l'incarico di effettuate alcune modifiche sull'immobile; l'edificio fu finalmente inaugurato nell'agosto del 1941.
Nel 1952 la scuola prese il nome di "Scuola sottufficiali carabinieri" con circolare del comando generale dell'Arma n. 870/31 del 1º novembre. L'aumentare delle esigenze di sicurezza del paese, e il relativo ridimensionamento dell'organico, in costante aumento, portarono l'Arma a suddividere l'attività di formazione in due anni, affidando il primo periodo formativo a una nuova sede, mantenendo il secondo anno a Firenze.
La scelta della nuova sede cadde su Moncalieri alle porte di Torino, nella sede del grandioso castello Reale che sovrasta la città, alla fine del secondo conflitto mondiale. Il 15 ottobre 1948, dopo alcuni lavori di ristrutturazione e adeguamento, ebbero inizio i corsi di formazione basica per gli allievi sottufficiali, che furono divisi in tre compagnie allievi inquadrate nel 1º battaglione.
Successivamente il comando generale, data l'impossibilità di ampliare la struttura, decise il trasferimento del 1º battaglione nella nuova sede di moderna costruzione a Velletri; il 1º settembre 1969 il battaglione allievi si trasferì nella caserma intitolata al vicebrigadiere medaglia d'oro al valor militare alla memoria Salvo d'Acquisto.
Con il decreto legislativo del 12 maggio 1995 n. 198 riguardante il riordino dei ruoli la scuola ha di nuovo cambiato nome in "Scuola marescialli e brigadieri carabinieri". La modifica è diventata effettiva dal 1º settembre 1996. Al termine dei due anni di formazione infatti il grado assegnato agli allievi non era più quello di vicebrigadiere bensì quello di maresciallo, dato il riordino delle carriere. La scuola, fino al 2016 era articolata su tre reggimenti: 1º reggimento allievi marescialli in Velletri; 2º reggimento allievi marescialli in Firenze; reggimento allievi brigadieri in Vicenza.
Dal 2000 il 1º Reggimento ha assunto la denominazione di 1º Reggimento allievi marescialli e brigadieri a seguito della chiusura del reggimento di Vicenza e la successiva inaugurazione, presso quella sede, del CoESPU, "Centro di eccellenza per le unità di polizia di stabilità i 1º marzo 2005.
La sua fanfara è stata istituita nel 1962, anche se si hanno notizie di nuclei di trombettieri al suo interno già nel 1820,
Il reggimento di stanza a Velletri era suddiviso in 6 compagnie: 1ª & 2ª compagnia allievi marescialli del corso triennale (prima del 2010 il corso era biennale) per la frequenza del 1 anno di corso; 3ª e 4ª compagnia allievi marescialli del corso triennale per la frequenza del 2 anno di corso; 5 compagnia per il corso annuale (riservato ai carabinieri con almeno sette anni di servizio) o del corso triennale (a seconda delle necessità e del numero degli arruolati), compagnia allievi brigadieri.
Il reggimento di stanza a Firenze era suddiviso in due compagnie allievi marescialli: 1ª compagnia collocata presso la caserma "Baldissera" sede del Comando Regione Toscana e del Battaglione Toscana; 2ª compagnia collocata presso la caserma "Mameli", sede storica.
Al termine del periodo formativo biennale gli allievi conseguivano la nomina a maresciallo e la laurea di primo livello in "operatori della sicurezza sociale" presso l'Università di Firenze.
Attualmente la scuola marescialli e brigadieri dei carabinieri si articola su:
- stato maggiore (ufficio personale, ufficio addestramento, ufficio logistico, reparto comando, sezione sanità);
- servizio amministrativo;
- reggimenti allievi marescialli.

A Velletri si svolgevano il primo ed il secondo anno del corso triennale, per la preparazione di base dei futuri marescialli, il corso annuale per marescialli e i corsi di aggiornamento e di qualificazione per allievi vicebrigadieri;
Nella sede di Firenze si svolgeva il terzo anno del corso triennale, per allievi marescialli, durante il quale veniva completato e perfezionato l’insegnamento. Il corso triennale per marescialli, a seguito di convenzione stipulata con l’università degli studi di Roma-Tor Vergata, consentiva il conseguimento della laurea di 1º livello in “Scienze giuridiche della sicurezza”.
Nella sede vengono altresì svolti corsi aperiodici anche per le altre forze armate e corpi di polizia.

### Caserma "Felice Maritano"
Il 24 settembre del 2016 è stata inaugurata la Caserma "Felice Maritano", sita in Firenze, viale Salvo d'Acquisto (con accesso anche da viale XI Agosto), in zona piana di Castello, ove vengono svolti tutti e tre gli anni del corso triennale. Ciò ha consentito l'unificazione delle attuali strutture didattiche sparse nel territorio nazionale, con una capacità per circa 2000 allievi, 200 corsisti e 500 unità del quadro permanente con il relativo personale civile docente e di servizio. Attualmente a seguito di una convenzione con l'Università degli studi di Firenze gli allievi conseguono una laurea triennale di 1º livello in “Scienze Giuridiche della Sicurezza”.

## Architettura della sede storica

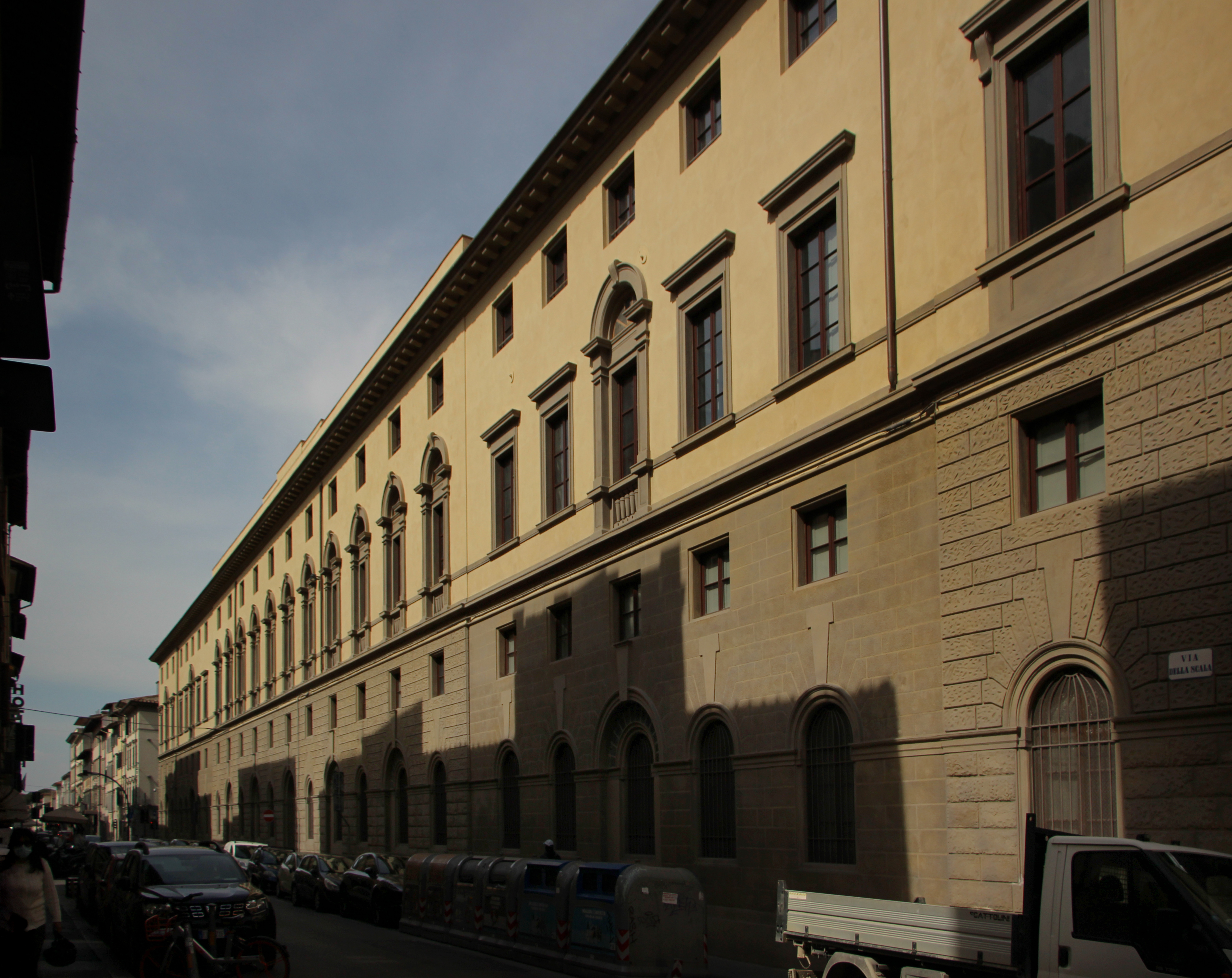
Vista su via della Scala della sede storica

### Contesto urbanistico
La porzione della scuola dei carabinieri progettata da Cetica, posta a cerniera di ricucitura "diagonale" tra il fronte ottocentesco su via della Scala ed il nucleo tre-cinquecentesco del convento di Santa Maria Novella e prospiciente il volume stereometrico della stazione, si relaziona discretamente alle preesistenze all'insegna della continuità, riproponendone parametri volumetrici (allineamento del fronte), altimetrici (linea di gronda che supera di poco quella dei confinanti edifici) e cromatici (pietra forte per il basamento come la basilica ed il fabbricato della stazione).
In particolar modo osservando l'intero fronte nord dalla piazza della Stazione si ha l'impressione che questo costituisca un "continuum" - nonostante le stratificazioni secolari - di notevoli dimensioni, gravitante attorno al perno verticale del campanile della basilica.

### Edifici della sede storica
L'impianto volumetrico progettato da Cetica risulta dalla combinazione dei due assi (uno allineato col fronte dell'edificio conventuale e l'altro, inclinato di circa 30°, di raccordo con il preesistente nucleo su via della Scala) e costituisce il terzo fronte di un'ampia corte triangolare attigua al chiostro Grande di Santa Maria Novella. Nel complesso risulta esplicita la derivazione di tale architettura dai contemporanei modelli del razionalismo italiano, o per meglio dire "piacentiniano", sia per quanto riguarda le soluzioni volumetriche e distributive che, soprattutto, per la cifra stilistica di alcune soluzioni formali.
L'edificio presenta una pianta ed una volumetria compatte, sviluppate su quattro piani fuori terra più uno seminterrato. Il fronte principale è connotato orizzontalmente per tutta la lunghezza dal basamento in pietra forte al piano terra, dalla fascia marcadavanzale al quarto piano e dal forte aggetto della gronda, ed è scandito verticalmente dagli assi ritmici delle finestre (porte finestre con balaustra al piano nobile, finestre riquadrate agli altri) con una pausa nella distribuzione in corrispondenza dei tre portali di accesso (archivoltati con al di sopra altrettante finestre), pausa che permette di isolare visivamente la zona dell'accesso e di coglierne il tema della tripartizione. Il retro è caratterizzato da un portico ad archi a tutto sesto al piano terra e da una serie di finestre rettangolari allineate secondo l'asse di simmetria ai piani superiori.
Al piano terra un vestibolo tripartito, ai cui lati sono disposte simmetricamente le scale di accesso ai piani superiori, immette nel portico, fungente da corridoio di distribuzione agli uffici ed alle palestre; ai piani superiori, dove sono situati gli uffici del padiglione comando, e all'ultimo, destinato agli appartamenti per i comandanti, un corridoio centrale che attraversa longitudinalmente tutto l'edificio distribuisce ai vari locali.
Sul fronte principale le finestre sono riquadrate da una cornice modanata in pietra forte ai piani primo, secondo e terzo, da una semplice cornice in marmo al piano terra e seminterrato; quelle del piano nobile presentano inoltre una decorazione a lacunari nell'intradosso dell'architrave ed una balaustra a pilastrini scanalati, sempre in pietra forte. Ai lati del corpo centrale dell'edificio, in corrispondenza dei portali di accesso, si trovano due bassorilievi in pietra forte raffiguranti figure femminili con armi e stemmi della città di Firenze e dell'Arma dei carabinieri.

### Fortuna critica
Scarse le annotazioni critiche sull'edificio: mentre Cozzi (1994) ne individua le qualità ambientali, concretate nell'intelligente rapporto con il fabbricato della stazione, Taddei (1940) si limita a cogliere la sobrietà, l'eleganza e l'appropriata disposizione degli ambienti dell'edificio.